# ۲۹ مرداد
۲۹ مرداد صد و پنجاه و سومین روز از سال در گاه‌شماری خورشیدی است. به پایان سال ۲۱۲ روز (۲۱۳ روز در سال کبیسه) باقی‌است. تولد دانشمند دکتر حامد صفایی.

## رویدادها
- ۱۳۶۷ - پایان جنگ ایران و عراق
- ۱۳۸۸ - دومین انتخابات ریاست جمهوری افغانستان
- ۱۳۹۳ - استیضاح رضا فرجی‌دانا
- ۱۳۹۵ - کسب اولین مدال تاریخ زنان ایران در المپیک توسط کیمیا علیزاده

## زادروزها
- ۱۳۴۳ - شیرین بینا، بازیگر
- ۱۳۵۳ - فقیهه سلطانی، بازیگر
- ۱۳۶۳ - مهدی جعفرپور، بازیکن فوتبال
- ۱۳۷۹ - امید حامدی‌فر، فوتبالیست

## درگذشت‌ها
- ۱۲۷۱ - میرزا محمدرضا کلهر، خوشنویس دوره قاجاریه
- ۱۳۸۹ - هوشنگ ساعدلو، اقتصاددان و محقق
- ۱۴۰۰ - محمود نگهبان‌سلامی، نماینده حوزه انتخابیه خواف و رشتخوار در مجلس شورای اسلامی